# U.S. Highway 57
Der U.S. Highway 57 (kurz US 57) ist ein United States Highway, der im Bundesstaat Texas in Nord-Süd-Richtung verläuft. Er beginnt 80 km (50 mi) südlich von San Antonio zwischen Devine und Pearsall an der Interstate 35, deren Abschnitt früher zum U.S. Highway 81 gehörte und endet bei Eagle Pass am Rio Grande, wo er in Mexiko zur Carretera Federal 57 wird.

## Geschichte
Der Highway wurde 1939 als Texas State Highway 76 gebaut. Von 1942 bis 1964 wurde der östliche Teil als Farm to Market Road 394 ausgewiesen. Im Jahr 1966 bekam die Straße die Nummer 57 in Anlehnung an die mexikanische Straße nach der Grenze. Als United States Highway wurde sie offiziell 1970 hinaufgestuft und als Straße mit Nord-Süd-Richtung ausgezeichnet, obwohl sie zum großen Teil in Ost-West-Richtung verläuft. 